# Lucrécia
Lucrécia là một đô thị thuộc bang Rio Grande do Norte, Brasil. Đô thị này có diện tích 30,935 km², dân số năm 2007 là 3404 người, mật độ 110 người/km².